# 大江忠真
大江 忠真（おおえ ただざね）は、戦国時代の武将。毛利豊元家臣。

## 経歴・人物
八東郡私部郷に住む。『富田八幡宮所蔵能面墨書銘』に見える人物。銘文によると天文2年（1533年）8月に出家して、法名を恕休と称したという。